# Timo Maas
Timo Maas (Hannover, 27 luglio 1969) è un produttore discografico e disc jockey tedesco di musica elettronica ed un Remixer di successo internazionale.

## Storia
Il primo avvicinamento di Timo Maas al mondo della musica Elettronica cominciò da giovanissimo, ascoltando la radio. In età adolescenziale (a 9 anni) iniziò ad acquistare i suoi primi dischi e le sue prime apparecchiature. Effettuò il suo primo set nel 1982, suonando a casa di alcuni suoi amici. Iniziò la sua carriera girando per la Germania e suonando brani musicali di successo, ma occasionalmente anche cimentandosi in registrazioni techno. Il suo primo dj-set totalmente techno arriverà sei anni dopo. Nel 1992 Maas fu introdotto nel primitivo scenario dei rave tedeschi dopo essere stato contattato per un rave ad Easter. La sua passione per i rave prese subito piede e cominciò ad avere apparizioni anche fuori la Germania. Grazie a questi Rave, ben presto Timo Maas acquisì popolarità in tutta Europa.
Maas avviò la sua produzione discografica negli anni ottanta, ma la sua prima traccia, The final XS, non fu pubblicata prima del 1995. The final XC non ebbe successo, e lo stesso Maas la ribattezzò Cheesy, che è un termine utilizzato nel campo per indicare qualcosa di molto predicibile e scontato. La sua seconda creazione avvenne tramite un altro produttore, Gary D, con Die Herdplatte, ed essa riscosse un successo nettamente maggiore. Gary D permise anche a Maas di diventare Dj Resident nel famosissimo club di Amburgo chiamato "The Tunnel", tra il 1994 e il 1996.
Tramite dei contatti inglesi Maas suonò anche in un locale di Bristol che proponeva progressive house, chiamato "Club Dakota". Maas cominciò a realizzare brani per varie etichette, tra cui la Hope Recordings, con vari appellativi. Alcuni di questi furono: Mad Dogs , Orinoko e molti altri ancora. Nel 2000 Timo Maas divenne resident insieme a Deep Dish al club "Twilo" di New York.
Maas divenne famoso anche nei principali mezzi di comunicazione musicali tramite il remix di una canzone dance di Azzido Da Bass chiamata Doom's Night; sull'onda del successo realizzò anche Music For the Maases Volume I, una sorta di greatest hit giovanile.
Dopo la produzione di un altro album, chiamato Connected, insieme a Paul Oakenfold creò Perfecto. Maas realizzò la sua opera originale di debutto, chiamata Loud, nel 2002, con le partecipazioni di artisti come Kelis Rogers e Finley Quaye. Fu prodotto anche Music for the Maases Volume II, contenendo sempre e soltanto Remix di alto livello. Nel 2005 Maas diede alla luce il suo secondo album originale, chiamato Pictures, con l'aiuto di Kelis, Neneh Cherry e del cantante dei Placebo, Brian Molko, il quale ha prestato la sua voce per le canzoni First Day, Like siamese e la title track Pictures. I due hanno continuato la loro collaborazione nel 2011 con la canzone College 84. Nel popolare gioco The Sims 2: Nightlife, è presente un suo remix come colonna sonora.
Con Subtellite, disco uscito nel 2008, ha raggiunto l'apice del successo venendo apprezzato e suonato dai migliori djs del panorama Techno mondiale, come Sven Vath, Richie Hawtin, Felix Krocher, Dubfire e tanti altri.

## Discografia

### Album
- Music For The Maases (2000)
- Ubik (2001)
- Connected (2001)
- To Get Down (2002)
- Loud (2002)
- Music For The Maases 2 (2003)
- Pictures (2005)
- Balance 017 (2010)
- Lifer (2013)

### Remix
- Azzido Da Bass - Doom's Night
- Depeche Mode - Enjoy the Silence 04
- Jamiroquai - Feels Just Like It Should
- Kelis - Young, Fresh N' New
- Madonna - Don't Tell Me
- Moloko - Familiar Feeling
- Tori Amos - Don't Make Me Come to Vegas